# Atens Olympiastadion
Atens Olympiastadion är en idrottsarena i Aten i Grekland. Arbetet med anläggningen började med designing 1979, och bygget pågick 1980-1982, och stod klart för EM i friidrott 1982. Anläggningen invigdes officiellt den 8 september 1982 av Greklands dåvarande premiärminister Konstantinos Karamanlis. Andra stora evenemang som hållits här var flera tävlingar vid Medelhavsspelen 1991, VM i friidrott 1997. Anläggningen var också huvudarena vid olympiska sommarspelen 2004. Här spelades finalen i Uefa Champions League 1993/1994. Anläggningen har också använts för Europacupfinalen 1983 och Cupvinnarcupfinalen 1987.